# هيكساجون أيه بي
هيكساجون أيه بي هي شركة عامة مدرجة مقرها في ستوكهولم، السويد .
تأسست هيكساجون أيه بي في عام 1975، وهي مجموعة تكنولوجية متعددة الجنسيات للقياس والتحليلات الجغرافية والشركة الأم لشركة لايكا جيوسيستمز (سويسرا)، من بين شركات آخري تابعة لها. مع توظيف أكثر من 19200 موظف، حققت هيكساجون أيه بي مبيعات سنوية تبلغ حوالي 5.2 مليار يورو ودخل تشغيلي قدره 1.5 مليار يورو في 50 دولة في عام 2022.